# Меншиков Володимир Олександрович
Володи́мир Олекса́ндрович Ме́ншиков (13 жовтня 1920, Москва, СРСР — 13 жовтня 2000, Москва, Росія) — радянський спортсмен і тренер. Заслужений тренер СРСР (1957).

## Біографічні відомості
Спортивну кар'єру розпочинав у хокеї з м'ячем виступами за московські команди «Динамо» (1935—1937) і «Спартак» (1937—1938). Потім перебував на Далекому Сході, грав за збірну Хабаровська.
Після завершення Другої світової війни був переведений до Центрального спортклубу Радянської Армії. Під керівництвом Бориса Аркадьєва провів два матчі в чемпіонаті СРСР. У вересні 1946 «команда лейтенантів» поступилася московським «Крилам Рад», а в липні 1947 — перемогли тбіліське «Динамо». У першій грі заміняв Івана Кочеткова, у другій — Костянтина Лясковського.
У повоєнний час в Радянському Союзі бурхливо почав розвиватися канадський хокей. У складі ЦБРА — тричі ставав переможцем чемпіонату СРСР. Його партнерами тоді були Всеволод Бобров, Анатолій Тарасов, Євген Бабич, Володимир Никаноров, Микола Сологубов, Іван Трегубов та інші. За сім сезонів в елітному дивізіоні закинув 45 шайб.
1953 року очолив команду «армійців» з бенді. У перших сезонах був граючим тренером ЦСКА. Старший тренер збірної Москви — переможця Спартакіади народів СРСР 1957 року. Входив до тренерського штабу збірної СРСР на першому чемпіонаті світу. Радянська команда здобула золоті нагороди, а тренерам Всеволоду Виноградову і Володимиру Меншикову були присвоєні почесні звання «Заслужений тренер СРСР».
У середині 60-х років працював з футбольною командою Групи радянських військ у Німеччині (ГРВН). Два сезони керував футбольним клубом СКА (Київ). Кияни виступали у другій групі класу «А» (другий за рівнем дивізіон радянського хокею). 1967 року стали переможцями однієї з трьох зон ліги, а в фінальній частині поступилися «Шахтарю» з Караганди і «Динамо» з Кіровобаду. Наступного сезону поступилися першим місцем у своїй підгрупі львівським «Карпатам». Найбільш відомі гравці тієї команди — Віктор Пестриков, Валерій Веригін, Володимир Трошкін і Павло Богодєлов.
З 1969 року працював у відділі хокею Спорткомітету СРСР. З 1973 — старший тренер команди «Вимпел» з міста Калінінград Московської області (хокей з м'ячем).
У другій половині 70-х років став одним з піонерів радянського хокею на траві. Створений ним підмосковний «Спартак» став переможцем першого Всесоюзного турніру і срібним призером першого чемпіонату СРСР. Запрошував до складу своєї команди гравців з інших видів спорту. Зокрема, Наталя Бузунова раніше займалася ковзанярським спортом, а Нателла Красникова — баскетболом. 30 квітня 1980 року потрапив в автомобільну катастрофу і отримав перелом ключиці. А 5 травня, за два дні до старту першості СРСР, був звільнений з «Спартака». Наступного сезону «спартаківці» стали вперше і востаннє чемпіонами Радянського Союзу. До успіху їх привів колишній помічник Меншикова Юрій Миколайович Кисельов.
1982 року відгукнувся на пропозицію бориспільського Колоса і за один сезон підняв український клуб з девятого місця до золотих нагород в першості СРСР. Разом з тренером до України з Москви переїхали Нателла Красникова, сестри Олена та Ольга Кондруцькі, з Алма-Ати — Зоя Валуйська. Наступного сезону команда з Київської області стала другою у розиграші Кубка європейських чемпіонів. В наступних сезонах команда з Київської області двічі ставала другою у розіграшах Кубка європейських чемпіонів, на внутрішній арені — одне золото і два срібла чемпіонату СРСР
Також очолював збірну СРСР — срібного медаліста чемпіонату Європи 1984 року (турнір проходив у Франції)

## Досягнення
Хокей з шайбою
- Чемпіон СРСР (3): 1948, 1949, 1950
- Другий призер (3): 1947, 1952, 1953
- Фіналіст Кубка СРСР (1): 1953

Хокей з м'ячем
- Чемпіон СРСР (3): 1954, 1955, 1957
- Другий призер (4): 1956, 1958, 1960, 1962
- Третій призер (2): 1959, 1961

Хокей на траві
- Віце-чемпіон Європи (1): 1984
- Чемпіон СРСР (2): 1983, 1985
- Другий призер (2): 1979, 1984
- Переможець Всесоюзного турніру (1): 1978
- Другий призер Кубка європейських чемпіонів (1): 1984

## Статистика гравця
Футбол:
| Дата       | Турнір    | Господарі     | Рахунок | Гості                | Автори голів           | Арбітр   |
| ---------- | --------- | ------------- | ------- | -------------------- | ---------------------- | -------- |
| 13.09.1946 | чемпіонат | ЦБЧА (Москва) | 1-2     | «Крила Рад» (Москва) | Ніколаєв — Сагасті (2) | Дмитрієв |
| 25.07.1947 | чемпіонат | ЦБЧА (Москва) | 1-0     | «Динамо» (Тбілісі)   | Ніколаєв               | Усов     |

Хокей з шайбою:
| Сезон   | Клуб          | Ліга | І | Г  |
| ------- | ------------- | ---- | - | -- |
| 1946-47 | ЦБЧА (Москва) | Д-1  | - | 2  |
| 1947-48 | ЦБЧА (Москва) | Д-1  | - | 0  |
| 1948-49 | ЦБЧА (Москва) | Д-1  | - | 4  |
| 1949-50 | ЦБЧА (Москва) | Д-1  | - | 24 |
| 1950-51 | ЦБЧА (Москва) | Д-1  | - | 3  |
| 1951-52 | ЦБРА (Москва) | Д-1  | - | 4  |
| 1952-53 | ЦБРА (Москва) | Д-1  | - | 8  |

## Тренерська статистика
| Роки      | Назва команди                           | Вид спорту     | Примітки                          |
| --------- | --------------------------------------- | -------------- | --------------------------------- |
| 1953—1962 | ЦСКА (Москва)                           | хокей з м'ячем | до 1959 року був граючим тренером |
| 1957      | збірна СРСР                             | хокей з м'ячем | помічник Всеволода Виноградова    |
| 1967—1968 | СКА (Київ)                              | футбол         |                                   |
| 1973—197? | «Вимпел» (Калінінград, Московська обл.) | хокей з м'ячем |                                   |
| 197?—1980 | «Спартак» (Московська область)          | хокей на траві |                                   |
| 1982—1985 | «Колос» (Бориспіль, Київська обл.)      | хокей на траві |                                   |
| 1984      | збірна СРСР                             | хокей на траві |                                   |

Старший тренер СКА (Київ):
| Сезон  | Клуб       | Турнір | І  | В  | Н  | П  | РМ     | О   | Місце                 | Примітка                            |
| ------ | ---------- | ------ | -- | -- | -- | -- | ------ | --- | --------------------- | ----------------------------------- |
| 1967   | СКА (Київ) | Д-2    | 38 | 20 | 11 | 7  | 47-27  | 51  | 1 з 20                | 2-а підгрупа другої групи класу «А» |
|        | СКА (Київ) | Д-2    | 4  | 0  | 2  | 2  | 3-6    | 2   | 3 з 3                 | фінал другої групи класу «А»        |
|        | СКА (Київ) | кубок  | 1  | 0  | 0  | 1  | 0-1    | 0   | 1/128 фіналу          | суперник — «Труд» (Воронеж)         |
| 1968   | СКА (Київ) | Д-2    | 40 | 23 | 11 | 6  | 58-23  | 57  | 2 з 21                | 1-а підгрупа другої групи класу «А» |
|        | СКА (Київ) | кубок  | 6  | 5  | 0  | 1  | 13-6   | 10  | 1/4 фіналу            | поступилися донецькому «Шахтарю»    |
| Усього | Усього     | Усього | 89 | 48 | 24 | 17 | 121-63 | 120 | 67,42 % набраних очок | 67,42 % набраних очок               |